# Pier Paolo Celega
Pier Paolo Celega (o Ceilega, Zellega; ... – Venezia, 1417) è stato un architetto italiano.

## Biografia
Era figlio di Iacopo o Iacobello, murarius del quale si sa solo che iniziò la costruzione del campanile di Santa Maria Gloriosa dei Frari. Viste le omonime, padre e figlio furono spesso confusi con, rispettivamente, Iacobello dalle Masegne e Pier Paolo dalle Masegne.
La prima notizia sul suo conto compare in un documento del 27 marzo 1366, con il quale il Consiglio civico di Udine chiedeva al doge Marco Corner di trasferire in quella città il magistrum Petrum Paolum muratorem de Venetiis e di un suo socio (Federico da Varmo) perché partecipassero alla costruzione del duomo. Nel 1368 un altro scritto attesta che il Celega era impegnato a realizzare la crociera della chiesa, ma del suo effettivo operato non si sa altro. In ogni caso, dopo i rifacimenti del settecenteschi nulla resta della volta originale.
Un'altra fonte archivistica del 1378 lo qualifica come marangonem e residente nella parrocchia di San Giacomo dall'Orio. Tra il 1381 e il 1390 risulta al servizio dei Corner intervenendo sulle case della famiglia. Gli viene per questo attribuito il prospetto di palazzetto Foscolo Corner in campo Santa Margherita, raffinato esempio di gotico fiorito in cui l'autore dimostra una piena maturità artistica.
Nel 1396 terminava il campanile dei Frari che era stato iniziato dal padre: un'opera non da poco (è il terzo campanile più alto della città dopo quelli di San Marco e San Giorgio Maggiore) che non solo conferma la raffinatezza artistica del Celega, ma anche le sue competenze ingegneristiche.
Si sono infine ipotizzati suoi interventi alla stessa chiesa dei Frari e all'ospedale dei Crociferi.
L'ultima notizia sul suo conto è del 12 maggio 1417 quando, poco dopo la sua morte, venne sepolto nella Scuola Grande di San Giovanni Evangelista di cui era confratello.